# Liste d'élections en 1991
Chronologie des élections
- 1987
- 1988
- 1989
- 1990
- 1991
- 1992
- 1993
- 1994
- 1995

Cette liste recense les élections organisées durant l'année 1991. Elle inclut les élections législatives et présidentielles nationales dans les États souverains, ainsi que les principaux référendums.

## Commentaires généraux
Cette année est marquée par la dislocation de l'Union soviétique, qui disparaît le 26 décembre. Des États baltes à ceux d'Asie centrale, en passant par la Géorgie et l'Ukraine, des républiques membres de l'Union déclarent leur indépendance et la soumettent au peuple par référendum. Lors de l'élection présidentielle russe du mois de juin, les communistes sont battus par Boris Eltsine. Dans le même temps, la République fédérative socialiste de Yougoslavie se disloque : la Croatie et la Macédoine organisent des référendums menant eux aussi à l'indépendance. Les guerres de Yougoslavie éclatent au mois de mars.
Les anciennes républiques soviétiques d'Asie centrale, du Caucase et d'Europe de l'Est organisent leurs premières élections présidentielles. Certaines sont multipartites ; d'autres prennent la forme de plébiscites, permettant parfois à un ancien cadre du Parti communiste de conserver le pouvoir.
L'Afrique poursuit sa démocratisation. Au Cap-Vert, à Sao Tomé-et-Principe, au Bénin et en Zambie, les premières élections à partis multiples voient la victoire de partis d'opposition. Les anciens dictateurs et anciens partis uniques acceptent leur défaite dans les urnes, et cèdent le pouvoir. En Algérie au mois de décembre, toutefois, les premières élections multipartites, remportées par les islamistes, sont annulées par l'armée, précipitant la guerre civile.
En Inde, enfin, le premier ministre Rajiv Gandhi est assassiné durant la campagne pour sa réélection. Son parti, le Congrès national indien, demeure au pouvoir à l'issue du scrutin en juin.

## Par mois

### Janvier
| Date       | Pays                 | Élections      | Contexte | Résultats |
| ---------- | -------------------- | -------------- | --- | --- |
| 6 janvier  | Guatemala            | Présidentielle | 2d tour. Le parti Démocratie-chrétienne, au pouvoir, ayant été éliminé au premier tour, l'élection amène nécessairement à une alternance. | Jorge Serrano Elías (Mouvement de l'action solidaire, libéral, conservateur) est élu avec 68,1 % des voix, devant Jorge Carpio (Union nationale du centre). En 1993, il effectue un putsch raté, en dissolvant le Congrès et en censurant la presse ; il est contraint de fuir le pays. |
| 13 janvier | Cap-Vert             | Législatives   | Premières élections multipartites. | Alternance. Le Parti africain pour l'indépendance du Cap-Vert (gauche), ancien parti unique, est battu. Le Mouvement pour la démocratie (centriste, libéral) remporte une majorité absolue des sièges au Parlement. L'élection présidentielle a lieu en février.                        |
| 13 janvier | Portugal             | Présidentielle | | Mário Soares (Parti socialiste, centre-gauche) est réélu dès le 1er tour, avec 70,4 %. Le Parti social-démocrate, principal parti de droite, soutient sa candidature. |
| 20 janvier | Haïti                | Législatives   | 2d tour. | Parlement sans majorité. Le Front national pour le changement et la démocratie, parti du nouveau président Jean-Bertrand Aristide, remporte une majorité relative des sièges. |
| 20 janvier | Sao Tomé-et-Principe | Législatives   | Premières élections multipartites. | Alternance. Le Parti de convergence démocratique - Groupe de réflexion remporte la majorité absolue des sièges, devançant le Mouvement pour la libération de Sao Tomé-et-Principe – Parti social-démocrate, ancien parti unique. Une élection présidentielle a lieu en mars.            |
| 22 janvier | Barbade              | Législatives   | | Le Parti travailliste démocrate (centre-gauche) conserve la majorité absolue des sièges au Parlement. Erskine Sandiford demeure premier ministre. |

### Février
| Date       | Pays       | Élections                  | Contexte | Résultats |
| ---------- | ---------- | -------------------------- | --- | --- |
| 9 février  | Lituanie   | Référendum sur l'indépend. | Les citoyens sont invités à approuver l'indépendance du pays (déclarée 11 mois plus tôt), et donc sa sécession vis-à-vis de l'Union soviétique.            | La proposition est approuvée par 93,2 % des votants. |
| 17 février | Bénin      | Législatives               | Premières élections multipartites depuis 1964. | Alternance. Parlement sans majorité. L'Union pour le triomphe du renouveau démocratique remporte une majorité relative des sièges. Plus généralement, l'élection constitue une victoire pour les partis d'opposition, en amont de l'élection présidentielle du mois de mars. |
| 17 février | Cap-Vert   | Présidentielle             | Première élection présidentielle multipartite et au suffrage universel. Elle fait suite aux élections législatives remportées par l'opposition en janvier. | Alternance. António Mascarenhas Monteiro (Mouvement pour la démocratie : centriste, libéral) est élu avec 73,4 % des voix. Le président sortant et ancien dictateur Aristides Pereira (Parti africain pour l'indépendance du Cap-Vert : gauche) reconnaît sa défaite.        |
| 27 février | Bangladesh | Législatives               | | Alternance. Parlement sans majorité. Le Parti nationaliste (droite) remporte une majorité relative des sièges. Le parti Jatiya (Ershad), jusque-là au pouvoir, est relégué à la troisième place. Khaleda Zia devient première ministre.                                      |

### Mars
| Date          | Pays                        | Élections                  | Contexte | Résultats |
| ------------- | --------------------------- | -------------------------- | --- | --- |
| 3 mars        | RSS d'Estonie               | Référendum sur l'indépend. | Les citoyens sont invités à voter pour ou contre l'indépendance du pays, et donc sa sécession vis-à-vis de l'Union soviétique. | La proposition est approuvée par 78,4 % des votants. Le pays déclare son indépendance le 20 août. |
| 3 mars        | RSS de Lettonie             | Référendum sur l'indépend. | Les citoyens sont invités à voter pour ou contre l'indépendance du pays, et donc sa sécession vis-à-vis de l'Union soviétique. | La proposition est approuvée par 74,9 % des votants. Le pays déclare son indépendance le 21 août. |
| 3 mars        | Sao Tomé-et-Principe        | Présidentielle             | Première élection présidentielle au suffrage universel. Elle fait suite aux élections législatives remportées par l'opposition en janvier. | Alternance. Le président sortant et ancien dictateur Manuel Pinto da Costa ne se présente pas, et son Mouvement pour la libération de Sao Tomé-et-Principe – Parti social-démocrate, ancien parti unique battu aux législatives de janvier, ne présente pas de candidat. Miguel Trovoada, sans étiquette mais soutenu par le Parti de convergence démocratique - Groupe de réflexion, est le seul candidat ; il est donc élu officiellement avec 100 % des voix (et un taux de participation de 60 %). |
| 5 mars        | États fédérés de Micronésie | Législatives               | | Il n'existe pas de partis politiques ; tous les élus sont donc sans étiquette. Le nouveau Congrès élit Bailey Olter au poste de président de la République. |
| 10 mars       | Salvador                    | Législatives               | Les élections se déroulent durant la guerre civile. | Parlement sans majorité. L'Alliance républicaine nationaliste (ARENA, extrême-droite) perd sa majorité absolue au Parlement, mais conserve la majorité relative des sièges. Le gouvernement d'Alfredo Cristiani se maintient au pouvoir avec l'appui de l'armée. |
| 17 mars       | Finlande                    | Législatives               | | Alternance. Parlement sans majorité. Le Parti du centre (agrarien, libéral) obtient la majorité relative des sièges ; son dirigeant, Esko Aho, devient premier ministre. |
| 17 mars       | Union soviétique            | Référendum                 | Le référendum, initié par Mikhaïl Gorbatchev, propose le maintien et la transformation de l'Union soviétique en une fédération d'États souverains et égaux. Le référendum se tient dans neuf des quinze républiques socialistes soviétiques (dont la Russie), étant boycotté par les autorités des six autres républiques. | La proposition est approuvée par 77,8 % des votants. Elle ne sera toutefois jamais appliquée, et l'Union soviétique est dissoute le 26 décembre. |
| 17 mars       | RSFS de Russie              | Référendum                 | Les citoyens sont invités à approuver la création du poste de « Président de la République socialiste soviétique de Russie », qui serait élu au suffrage universel. | La mesure est approuvée par 71,4 % des votants. |
| 10 et 24 mars | Bénin                       | Présidentielle             | Première élection présidentielle multipartite depuis 1970. Elle fait suite aux élections législatives remportées par l'opposition en février. | Alternance. Nicéphore Soglo (Union pour le triomphe du renouveau démocratique) est élu président de la République au second tour, avec 67,1 % des voix. Il devance le président sortant et ancien dictateur Mathieu Kérékou, qui reconnaît sa défaite. Cette élection marque la première victoire démocratique d'un candidat d'opposition dans l'Afrique francophone post-coloniale. |
| 31 mars       | Albanie                     | Législatives               | 1er tour | - |
| 31 mars       | RSS de Géorgie              | Référendum                 | Les citoyens sont invités à voter pour ou contre l'indépendance du pays, et donc sa sécession vis-à-vis de l'Union soviétique. | La proposition est approuvée par 99,5 % des votants. Le pays déclare son indépendance le 9 avril. |

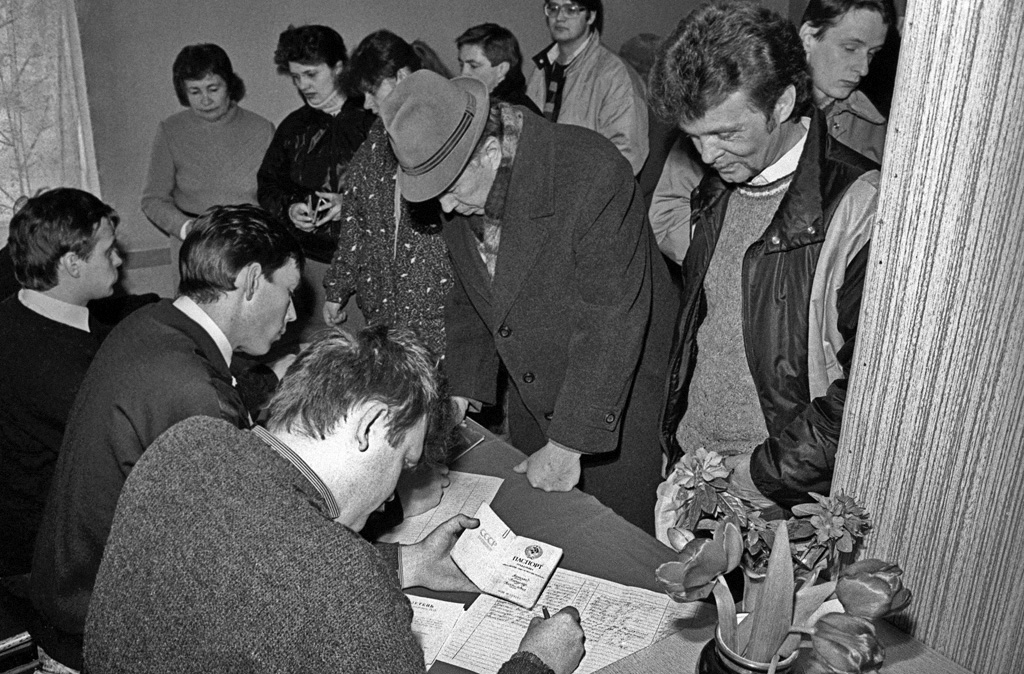
Citoyens dans un bureau de vote en Lituanie lors du référendum soviétique du 17 mars.

### Avril
| Date          | Pays    | Élections    | Contexte | Résultats |
| ------------- | ------- | ------------ | --- | --- |
| 5 avril       | Samoa   | Législatives | Premières élections au suffrage universel. Précédemment, seuls les matai (chefs de famille traditionnels) avaient le droit de vote. | Le Parti pour la protection des droits de l'homme (conservateur), au pouvoir, conserve la majorité absolue des sièges. Tofilau Eti Alesana demeure premier ministre.                    |
| 7 et 14 avril | Albanie | Législatives | 2d et 3e tours. Premières élections multipartites depuis 1923.                                                                      | Le Parti du travail (gauche), ancien parti unique, conserve une majorité absolue des sièges au travers d'élections démocratiques. Il devance le Parti démocrate (libéral-conservateur). |
| 20 avril      | Islande | Législatives | | Parlement sans majorité. Le Parti de l'indépendance (conservateur) conserve la majorité relative des sièges.                                                                            |

### Mai
| Date        | Pays          | Élections      | Contexte | Résultats |
| ----------- | ------------- | -------------- | --- | --- |
| 12 mai      | Népal         | Législatives   | Premières élections multipartites. | Le parti Congrès népalais (centre-gauche) remporte une majorité absolue des sièges. Girija Prasad Koirala est nommé premier ministre.                                                         |
| 8 et 16 mai | Kiribati      | Législatives   | À cette date, il n'existe pas de partis politiques dans cette république parlementaire.                                                                        | Près de 40 % des députés sortants perdent leur siège. Conformément à la Constitution, les députés choisissent quatre des leurs pour concourir à l'élection présidentielle du mois de juillet. |
| 19 mai      | Chypre        | Législatives   | | Parlement sans majorité. Le Rassemblement démocrate (centre-droit) conserve sa majorité relative des sièges.                                                                                  |
| 19 mai      | RS de Croatie | Référendum     | Les citoyens sont appelés à voter pour ou contre l'indépendance du pays, et donc sa sécession vis-à-vis de la République fédérative socialiste de Yougoslavie. | La proposition est approuvée par 93,2 % des votants. L'indépendance est déclarée le 8 octobre, pendant la guerre d'indépendance.                                                              |
| 25 mai      | Suriname      | Législatives   | | Le Nouveau front pour la démocratie et le développement, alliance de partis de centre-gauche, conserve une majorité absolue des sièges.                                                       |
| 26 mai      | Géorgie       | Présidentielle | Première élection présidentielle après l'indépendance, déclarée un mois et demi plus tôt.                                                                      | Zviad Gamsakhourdia (mouvement Table ronde-Géorgie libre) est élu avec 87,6 % des voix. Le candidat du Parti communiste (ancien parti unique) ne recueille que 1,8 % des voix.                |

### Juin
| Date                  | Pays           | Élections      | Contexte | Résultats |
| --------------------- | -------------- | -------------- | --- | --- |
| 12 juin               | RSFS de Russie | Présidentielle | Première élection présidentielle au suffrage universel. | Boris Eltsine (sans étiquette, mais soutenu par le mouvement « Russie démocratique ») est élu avec 56,8 % des voix. Il devance Nikolaï Ryjkov (Parti communiste).                              |
| 20 mai, 12 et 15 juin | Inde           | Législatives   | Le 21 mai, le premier ministre Rajiv Gandhi (Congrès national indien, centre-gauche) est assassiné. À cette date, l'élection a eu lieu dans environ la moitié des circonscriptions. Elle est reportée à la mi-juin pour le reste du pays. | Parlement sans majorité. Le Congrès national indien conserve une majorité relative des sièges, et parvient à former un gouvernement minoritaire. P. V. Narasimha Rao devient premier ministre. |

### Juillet
| Date      | Pays     | Élections      | Contexte | Résultats                                                                                       |
| --------- | -------- | -------------- | --- | ----------------------------------------------------------------------------------------------- |
| 3 juillet | Kiribati | Présidentielle | L'élection fait suite aux législatives du mois de mai. Il n'y a pas de partis politiques aux Kiribati à cette date ; les candidats se présentent tous sans étiquette. Le président sortant, Ieremia Tabai, ne peut pas se représenter, en vertu de la Constitution. | Teatao Teannaki, vice-président et ministre des Finances sortant, est élu avec 46,3 % des voix. |

### Août
| Date          | Pays         | Élections                  | Contexte | Résultats |
| ------------- | ------------ | -------------------------- | --- | --- |
| 18 août       | Mexique      | Législatives               | | Le Parti révolutionnaire institutionnel (centre) conserve la majorité absolue des sièges.                                                          |
| 23 au 30 août | Sierra Leone | Référendum constitutionnel | Les électeurs sont invités à approuver une nouvelle Constitution qui rétablirait une démocratie multipartite, après treize ans de régime à parti unique. | La réforme est approuvée par 80 % des votants. |
| 31 août       | Singapour    | Législatives               | | Le Parti d'action populaire (conservateur), au pouvoir depuis 1959, conserve la quasi-totalité des sièges. Goh Chok Tong demeure premier ministre. |

### Septembre
| Date         | Pays                               | Élections      | Contexte | Résultats |
| ------------ | ---------------------------------- | -------------- | --- | --- |
| 8 septembre  | Argentine                          | Législatives   | | Parlement sans majorité. Le Parti justicialiste (péroniste) perd sa majorité absolue au Congrès, mais conserve la majorité relative des sièges.                                |
| 8 septembre  | RSS d'Azerbaïdjan                  | Présidentielle | Première élection présidentielle, une semaine après la proclamation de la souveraineté du pays, mais un mois avant sa déclaration de sécession vis à vis de l'URSS. L'élection est un plébiscite : il y a un seul candidat, les citoyens étant invités à approuver ou rejeter sa candidature. | Aïaz Mutalibov (Parti communiste) est élu avec 98,5 % de suffrages favorables.                                                                                                 |
| 8 septembre  | République socialiste de Macédoine | Référendum     | Les citoyens sont appelés à voter pour ou contre l'indépendance du pays, et donc sa sécession vis-à-vis de la République fédérative socialiste de Yougoslavie. | La proposition est approuvée par 96,4 % des votants. L'indépendance est déclarée le jour même.                                                                                 |
| 15 septembre | Maurice                            | Législatives   | | L'alliance MSM / MMM (gauche) conserve sa majorité absolue des sièges. Sir Anerood Jugnauth (MSM) demeure premier ministre.                                                    |
| 15 septembre | Suède                              | Législatives   | | Alternance. Parlement sans majorité. Carl Bildt (Parti modéré, centre-droit) est nommé premier ministre à la tête d'un gouvernement de coalition de droite et de centre-droit. |
| 21 septembre | Arménie                            | Référendum     | Les citoyens sont invités à approuver l'indépendance du pays (déclarée 13 mois plus tôt), et donc sa sécession vis-à-vis de l'Union soviétique. | La proposition est approuvée par 99,5 % des votants. |

### Octobre
| Date       | Pays                | Élections                      | Contexte | Résultats |
| ---------- | ------------------- | ------------------------------ | --- | --- |
| 6 octobre  | Portugal            | Législatives                   | | Le Parti social-démocrate (libéral-conservateur) conserve la majorité absolue des sièges. Cavaco Silva demeure premier ministre. |
| 13 octobre | Bulgarie            | Législatives                   | L'élection complète la transition vers le multipartisme. | Parlement sans majorité. L'Union des forces démocratiques (conservatrice), qui dispose de la majorité relative, forme un gouvernement de coalition avec le Mouvement des droits et des libertés (centriste, libéral). Philip Dimitrov devient premier ministre. |
| 13 octobre | Kirghizistan        | Présidentielle                 | Première élection présidentielle, un mois et demi après la déclaration d'indépendance du pays. L'élection est un plébiscite : il y a un seul candidat, les citoyens étant invités à approuver ou rejeter sa candidature. Askar Akaïev est choisi comme candidat unique par le Soviet suprême (parlement). Un physicien plutôt qu'un homme politique, il se présente comme communiste, mais favorable à une libéralisation politique et économique du pays. | Askar Akaïev (sans étiquette) est élu avec 95,4 % de suffrages favorables. |
| 17 octobre | Arménie             | Présidentielle                 | Première élection présidentielle, un an après la déclaration d'indépendance du pays. Première élection multipartite depuis 1919. | Levon Ter-Petrossian (Mouvement national pan-arménien, libéral, nationaliste, anti-communiste) est élu avec 83 % des voix. |
| 20 octobre | Suisse              | Législatives                   | | Parlement sans majorité. Le Parti radical-démocratique (libéral) conserve une majorité relative des sièges. |
| 20 octobre | Turquie             | Législatives                   | | Alternance. Parlement sans majorité. Le Parti de la juste voie (centre-droit) obtient une majorité des sièges, devançant le Parti de la mère patrie (droite néo-libérale) au pouvoir. Süleyman Demirel (Parti de la juste voie) est nommé premier ministre. |
| 26 octobre | RSS du Turkménistan | Référendum                     | Les citoyens sont invités à voter pour ou contre l'indépendance du pays, et donc sa sécession vis-à-vis de l'Union soviétique. | La proposition est approuvée par 94,1 % des votants. L'indépendance est déclarée le lendemain. |
| 27 octobre | Colombie            | Législatives                   | | Le Parti libéral conserve une majorité absolue des sièges. |
| 27 octobre | Pologne             | Parlementaires                 | | Alternance. Parlement sans majorité. Jan Olszewski (Accord du centre : centre-droit) devient premier ministre à la tête d'un gouvernement minoritaire de coalition. |
| 31 octobre | Zambie              | Législatives et présidentielle | Premières élections multipartites depuis 1968. | Alternance. Le président sortant et ancien dictateur Kenneth Kaunda (Parti national unifié pour l'indépendance, PNUI : socialisme, nationalisme de gauche) est battu par Frederick Chiluba (Mouvement pour la démocratie multipartite, MDM : centre-gauche), qui obtient 75,8 % des voix. De même, le MDM remporte la majorité absolue des sièges au Parlement, devant le PNUI, ancien parti unique. |

### Novembre
| Date        | Pays        | Élections      | Contexte | Résultats |
| ----------- | ----------- | -------------- | --- | --- |
| 24 novembre | Belgique    | Législatives   | | Parlement sans majorité. Dans un parlement très fragmenté, le Parti populaire chrétien (centre-droit) conserve sa majorité relative. Son dirigeant, Wilfried Martens, demeure premier ministre. |
| 24 novembre | Tadjikistan | Présidentielle | Première élection présidentielle, deux mois et demi après la déclaration d'indépendance du pays. Premières élections multipartites. | Rakhmon Nabiyev (Parti communiste) est élu avec 56,9 % des voix. Il devance notamment Davlat Khudonazarov (Parti démocrate, libéral-conservateur).                                              |

### Décembre
| Date         | Pays              | Élections      | Notes | Résultats |
| ------------ | ----------------- | -------------- | --- | --- |
| 1er décembre | Burkina Faso      | Présidentielle | Première élection depuis 1978. | L'élection étant boycottée par les partis d'opposition, le président sortant Blaise Compaoré (ODP-MT, gauche) est le seul candidat. Il est donc officiellement réélu avec 100 % des voix (et un taux de participation de 27,3 %). |
| 1er décembre | RSS du Kazakhstan | Présidentielle | Première élection présidentielle. L'élection est un plébiscite : il y a un seul candidat, les citoyens étant invités à approuver ou rejeter sa candidature.                                                                                    | Noursoultan Nazarbaïev (Parti communiste) est élu avec 98,8 % de suffrages favorables. Deux semaines plus tard, le pays déclare son indépendance. |
| 1er décembre | Paraguay          | Législatives   | Élection d'une assemblée constituante. | Le Parti colorado (droite), au pouvoir, remporte une majorité absolue des sièges. |
| 1er décembre | Ukraine           | Référendum     | Les citoyens sont invités à approuver l'indépendance du pays (déclarée au mois d'août), et donc sa sécession vis-à-vis de l'Union soviétique.                                                                                                  | La proposition est approuvée par 92,3 % des votants. |
| 1er décembre | Ukraine           | Présidentielle | | Leonid Kravtchouk (sans étiquette, ancien communiste) est élu avec 61,6 % des voix. |
| 2 décembre   | Syrie             | Présidentielle | La Syrie à cette date est de facto un État à parti unique. Seuls les partis affiliés au Parti Baas sont autorisés. L'élection est un plébiscite : les citoyens sont invités à voter pour ou contre l'unique candidat choisi par les autorités. | Hafez el-Assad (Parti Baas : nationalisme arabe, socialisme arabe) est réélu avec officiellement 100 % de suffrages favorables. D'après les chiffres officiels, seuls 396 citoyens sur 6,7 millions de suffrages exprimés votent contre sa réélection. |
| 2 décembre   | Vanuatu           | Législatives   | | Alternance. Parlement sans majorité. L'Union des partis modérés (UPM, conservateurs, francophones) remporte la majorité relative des sièges, devant le Vanua'aku Pati (centre-gauche). Maxime Carlot Korman (UPM) devient premier ministre, à la tête d'un gouvernement de coalition avec le Parti national unifié (centre-gauche).                                                                                               |
| 8 décembre   | Moldavie          | Présidentielle | Première élection présidentielle, trois mois et demi après la déclaration d'indépendance. L'élection est un plébiscite : il y a un seul candidat, les citoyens étant invités à approuver ou rejeter sa candidature.                            | Mircea Snegur (sans étiquette, ancien cadre du Parti communiste) est élu avec 98,2 % de suffrages favorables. |
| 16 décembre  | Trinité-et-Tobago | Législatives   | | Alternance. Le Mouvement national du peuple (social-libéral) remporte la majorité absolue des sièges. Patrick Manning devient premier ministre. |
| 22 décembre  | Taïwan            | Législatives   | | Le Kuomintang (droite) conserve la majorité absolue des sièges. |
| 26 décembre  | Algérie           | Législatives   | 1er tour. Premières élections multipartites depuis l'indépendance. | Le Front islamique du salut (islamiste) remporte plus de 80 % des sièges qui sont décidés dès le premier tour. Le Front de libération nationale (gauche), ancien parti unique, est balayé. Pour empêcher les islamistes de contrôler le Parlement et de pouvoir ainsi modifier la Constitution et instaurer un État islamique, l'armée procède à un coup d'État et annule les élections, enclenchant la Guerre civile algérienne. |
| 29 décembre  | Ouzbékistan       | Référendum     | Les citoyens sont invités à approuver l'indépendance du pays (déclarée au mois d'août), et donc sa sécession vis-à-vis de l'Union soviétique.                                                                                                  | La proposition est approuvée par 98,3 % des votants. |
| 29 décembre  | Ouzbékistan       | Présidentielle | Première élection dans cette ancienne république soviétique qui vient d'obtenir son indépendance. | Islam Karimov, candidat du Parti démocratique populaire (nouveau nom de l'ancien Parti communiste), est élu avec 87,1 % des voix face à Muhammad Solih (parti Erk). |